# Mobile switching centre
Mobile switching centre, MSC – cyfrowa centrala telefoniczna będąca elementem sieci szkieletowej telefonii komórkowej. Tak jak w przypadku każdej centrali, głównym zadaniem MSC jest zestawianie rozmów i komutacja kanałów na czas transmisji. Dodatkowo realizowane są zadania charakterystyczne dla sieci mobilnych, takich jak autoryzacja i uwierzytelnianie (przy współpracy z parą HLR AuC (ang. Home Location Register, Authentication Center)), oraz udział w niektórych odmianach handoveru. 

## Aspekty techniczne

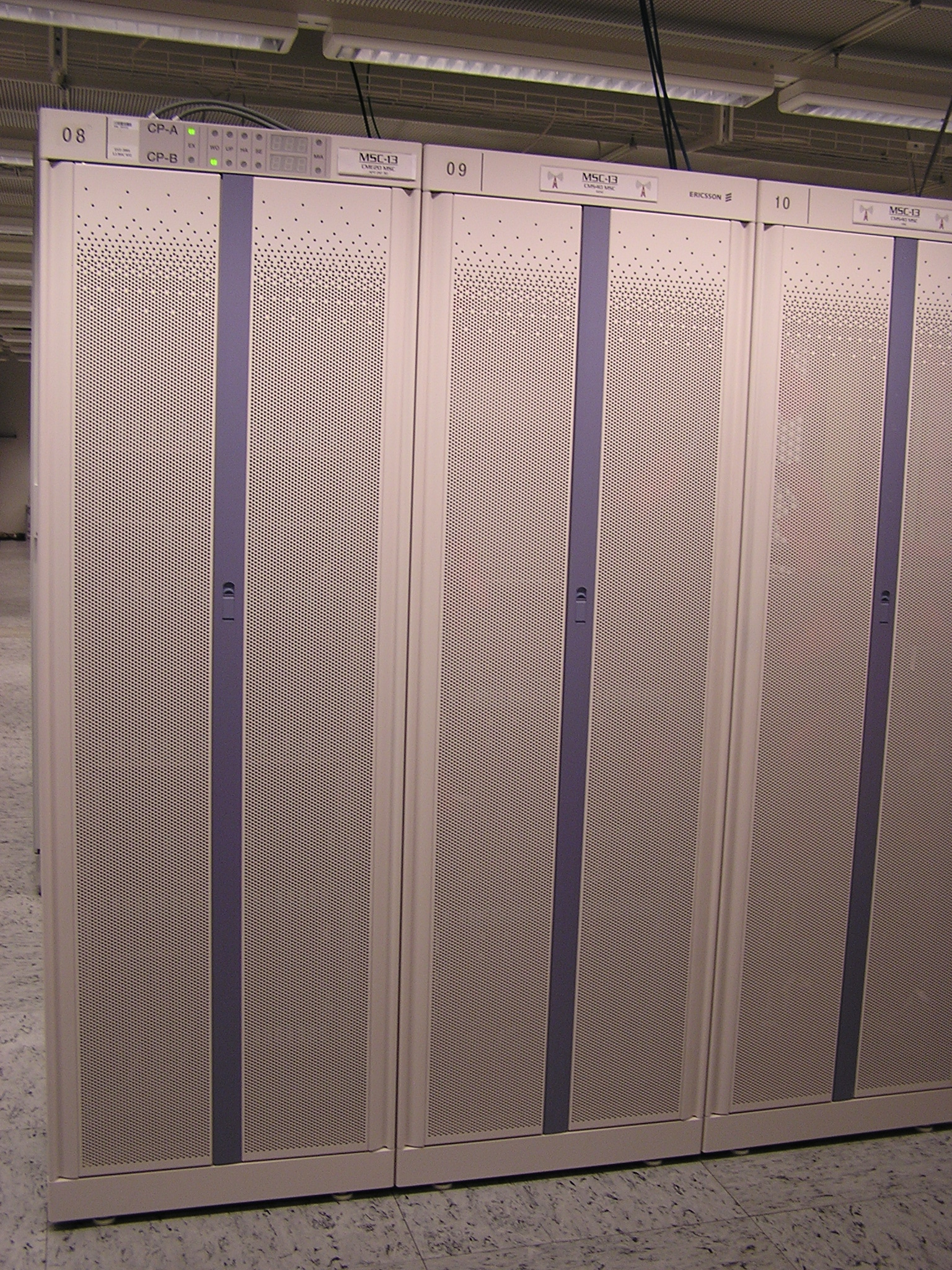
MSC (na bazie platformy AXE firmy Ericsson)

MSC jako element sieci szkieletowej (ang. Core Network) realizuje funkcjonalności związane z zestawianiem połączeń i zarządzaniem użytkownikami na danym obszarze. Jego działanie zależy od typu sieci komórkowej, w której pracuje i jest przedmiotem specyfikacji danego konsorcjum standaryzacyjnego (np. 3GPP dla standardu GSM i UMTS, 3GPP2 dla standardu IS-95 (popularnie nazywanego CDMA), lub ARIB dla japońskiego standardu PDC). 
Poniżej znajduje się ogólna lista zadań realizowanych przez MSC:
- komutacja łączy,
- zestawianie i nadzorowanie połączeń głosowych i wideorozmów,
- zestawianie połączeń związanych z przesyłaniem faxów i danych (wspomagane są technologie bazujące na komutacji łączy, obecnie wychodzące z użycia na rzecz przesyłania danych bazującego na komutacji pakietów),
- realizacja telekonferencji,
- udział w przesyłaniu wiadomości SMS,
- uwierzytelnienie użytkownika włączającego się do sieci na terenie kontrolowanym przez dane MSC,
- komunikacja z Visitor Location Register, VLR (ang.), bazą danych przechowującą informacje o abonentach znajdujących się na obszarze kontrolowanym przez dane MSC (w sieci znajdują się zawsze pary MSC/VLR, często implementowane jako jeden element),
- udział w niektórych typach handoveru (sieci GSM): gdy użytkownik przemieszcza się między komórkami kontrolowanymi przez różne kontrolery stacji bazowych,
- Generowanie Call Detail Recordów z informacjami o każdej rozmowie, które mogą posłużyć do późniejszej obróbki danych w Billing Center (ang.) lub do tworzenia statystyk związanych z wykorzystaniem sieci szkieletowej,
- Współpraca z platformą sieci inteligentnych (dzięki niej można używać telefonów w systemie Prepaid (ang.)).

## MSC Server
W sieciach szkieletowych używanych w systemach UMTS i GSM następuje migracja do rozwiązania nazywanego Mobile Softswitch Solution. Funkcjonalność MSC zostaje rozdzielona pomiędzy dwa elementy sieciowe: MSC Server i Media Gateway. 
MSC server odpowiedzialny jest za kontrolę połączenia, generowanie Call Data Recordów, współpracę z VLR, z platformą sieci inteligentnych itp. Media Gateway dokonuje komutacji łączy na bazie technologii ATM lub IP i zastępuje tym samym funkcjonalność Group Switcha, części klasycznej centrali MSC odpowiedzialnej za komutację na bazie technologii TDM. Realizowana jest w ten sposób migracja sieci komórkowych do środowiska All IP.

## Terminologia
Często podczas opisywania różnych scenariuszy zestawiania i kontrolowania rozmowy w telefonii komórkowej używa się dodatkowych określeń towarzyszących nazwie MSC.
- VMSC (ang. Visited MSC) – to MSC, które zarządza w danym momencie rozmową wykonywaną przez abonenta.
- Anchor MSC – MSC, na terenie którego abonent rozpoczął rozmowę (może się zdarzyć, że podczas rozmowy abonent znajdzie się na obszarze kontrolowanym przez inne MSC).
- GMSC (ang. Gateway MSC) – MSC, które posiada dodatkową funkcjonalność związaną z kontaktowaniem się z bazami danych Home Location Register, HLR (ang.), przechowujących informacje o abonentach danej sieci.

## MSC w liczbach
- Liczba MSC w danej sieci zależy od ilości abonentów znajdujących się na obszarze, na którym działa dany operator, oraz natężenia ruchu telekomunikacyjnego przenoszonego przez daną sieć (tj. od ilości i czasu trwania rozmów). BASE (mały belgijski operator) posiada 4 MSC w swojej sieci, T-Mobile (niemiecki operator komórkowy) – ponad 200.
- Największym obciążeniem dla MSC jest sam moment zestawiania rozmowy. Przeciętna ilość zestawianych rozmów przez jedno MSC to około 100 – 200 rozmów na sekundę.
- Do MSC (jako elementu sieci szkieletowej) podłączone są kontrolery stacji bazowych (ang. Base Station Controllers, BSC) zarządzające siecią radiową[b]. Zwykle do jednego MSC podłączonych jest kilka lub kilkanaście BSC[c].